# Kasteel Helfštýn
Het kasteel Helfštýn (Tsjechisch: Helfštýn of Helfštejn en Duits: Helfenstein, soms Helfstein) is een gedeeltelijk gerestaureerde kasteelruïne in de Moravische gemeente Týn nad Bečvou. Het kasteel is aan het begin van de 14e eeuw gesticht en is rond de eeuwwisseling van de 14e naar de 15e eeuw sterk uitgebreid. Sinds 1963 is Helfštýn een cultureel monument en behoort het tot de grootste vestingwerken van Europa.
Slot Bílá Voda · Kasteel Bouzov · Kasteel Helfštýn · Slot Jánský Vrch · Kasteel Kaltenštejn · Kasteel Mírov · Slot Náměšť na Hané · Burcht van Olomouc · Kasteel Puchart · Kasteel Šternberk · Kasteel Úsov · Slot Velké Losiny